# Javított julián naptár
A javított julián naptár (avagy javított Julianus-naptár) a julián naptár kis módosításával készült, 1923-ban, Isztambulban egy ortodox konferencián.
Csak az ortodox egyházak egy része fogadja el, ezek az úgynevezett újnaptáros ortodoxok. Az ortodox egyházak másik része ma is a juliánus naptárhoz ragaszkodik. Ennek köszönhető, hogy az újnaptáros ortodox egyházakban a rögzített egyházi ünnepek dátuma megegyezik a gregoriánéval, míg az ónaptárosoknál ugyanezen ünnepek 13 nappal későbbre esnek – jelenleg ennyi az időbeli eltérés a két naptár között. Ugyanakkor a javított julián naptár csak látszólag azonos a gregoriánus naptárral, mivel a húsvétot és a pünkösdöt, s az ezek időpontjától függő többi mozgó ünnepet, valamint az egész évközi liturgikus rendet a julián naptár szerint ünnepli, azonos időpontban az ónaptáros ortodoxokkal.
A javított julián naptár szerint minden negyedik év szökőév, kivéve a 100-zal is osztható éveket, kivéve amennyiben 900-zal való osztás után a maradék 200 vagy 600.

2800-ig teljesen meg fog egyezni a Gergely-naptárral. 1923-tól 2800-ig pont a 2000-es és a 2400-as év szökőév (úgy mint a Gergely-naptárban) a 900-as osztási maradékok miatt.
A javított julián naptár nagyon pontosan közelíti az év valóságos hosszát, a tropikus évhez képest számított hibája kevesebb mint a tizede a Gergely-naptárénak. Ez azt jelenti, hogy míg a Gergely-naptár mintegy 3300 évenként "téved" egy napot, addig a javított julián naptár csak 45 ezer évenként.